# Danijela Trškan
Danijela Trškan, slovenska zgodovinarka * 3. julij 1966, Ljubljana.

## Življenje in delo
Leta 1996 je končala magisterski študij iz didaktike zgodovine, leta 2002 pa doktorski študij na Filozofski fakulteti Univerze v Ljubljani. Med letoma 1992 in 2002 je bila zaposlena na gimnaziji Bežigrad, kjer je poučevala zgodovino in francoski jezik. Leta 1999 se je zaposlila kot asistentka, leta 2002 je postala docentka, od leta 2007 pa je profesorica na oddelku za zgodovino Filozofske fakultete. Na znanstvenem in strokovnem področju se med drugim ukvarja s poukom zgodovine na osnovnošolski in srednješolski stopnji, preučuje načine preverjanja  in ocenjevanja znanja, zasnovanost učnih načrtov, učbenikov in priročnikov za zgodovino. Je avtorica številnih člankov s področja didaktike zgodovine, ki jih objavlja v več strokovnih in znanstvenih revijah, med njimi Zgodovina v šoli, Povijest v nastavi, Časopis za zgodovino in narodopisje, Zgodovinski časopis. 

## Izbrana bibliografija
- Sodobno pisno preverjanje in ocenjevanje znanja pri zgodovini v srednji šoli na izbranih temah 20. stoletja. Ljubljana 2003, str. 194; (COBISS)
- Provjera znanja i ocjenjivanje u nastavi povijesti. Zagreb 2005, str. 178; (COBISS)
- Lokalna zgodovina – učenje z odkrivanjem. Ljubljana 2007, str. 346; (COBISS)
- Krajevna zgodovina v učnih načrtih in učbenikih za zgodovino 1945–2005. Ljubljana 2008. str. 258;  (COBISS)
- Didaktično-metodična struktura sodobnih učnih načrtov za srednješolsko zgodovino v Sloveniji, Franciji, Veliki Britaniji in mednarodnih šolah. V: Zgodovinski časopis 55 (2001), str. 255–268; (COBISS)
- Metodična struktura sodobnih srednješolskih učbenikov za zgodovino. V: Zgodovinski časopis 56 (2002), str. 465–478; (COBISS)
- Metodična struktura izpitnih priročnikov za zgodovino v Sloveniji, Franciji in Veliki Britaniji. V: Zgodovinski časopis 59 (2005), str. 161–174; (COBISS)
- Vpliv osamosvojitve Slovenije na predmet zgodovina na vseh šolskih stopnjah. Acta Histriae 24, 2 (2016), str. 381–400; (COBISS)
- Quality indicators for teaching practice of history at University of Ljubljana. International journal of historical learning, teaching and research 13, 2  (2016), str. 175-186; (COBISS)
- Past into future: initial training of history teachers at Faculty of Arts - University of Ljubljana in Slovenia from 1945. International journal of historical learning, teaching and research 13, 1 (2015), str. 132-146; (COBISS)
- Današnje arabske države v učbenikih za slovenščino v osnovnih in srednjih šolah. Jezik in slovstvo 60, 3/4  (2015), str. 199-207, 253; (COBISS)
- Državljanska vzgoja v učnih načrtih za zgodovino v osnovnih in srednjih šolah. Pedagoška obzorja : časopis za didaktiko in metodiko 29, 3/4 (2014), str. 3-17; (COBISS)
- The influence of the disintegration of Yugoslavia on Slovene curricula for history. International journal of historical learning, teaching and research 11, 2 (2013), str. 176-191; (COBISS)